# Kacsa vagy nyúl (Így jártam anyátokkal)
 A Kacsa vagy nyúl az Így jártam anyátokkal című televízió-sorozat ötödik évadának tizenötödik epizódja. Eredetileg 2010. február 8-án vetítették, míg Magyarországon 2010. október 25-én.
Ebben az epizódban Robin nem tudja eldönteni, hogy tetszik-e neki Don vagy sem. Barney egy telefonos trükköt dob be, ami nagyon hamar eszkalálódik. Ted megkéri Marshallt és Lilyt, hogy segítsenek neki partnert találni Valentin-napra. 

## Cselekmény
Ted, Marshall, Lily és Robin a Super Bowlt nézik, és megdöbbenve látják, ahogy a kamera Barneyt mutatja a tévében, aki a magasba tart egy táblát, amin a telefonszáma van. A trükkje fényes siker, hiszen innentől kezdve folyamatosan hívják őt a nők. Még Ranjitet is felbérli, hogy legyen a sofőrje, aki egyik helyről a másikra viszi. Robin eközben elmondja a többieknek, hogy miközben adásban voltak Don randira hívta Valentin-napon. Mivel elég kétségesen fogalmaz, a többiek próbálják eldönteni, mit is érez iránta, a "kacsa vagy nyúl" elmélettel: az ismert rajzon attól függően, hogy honnan nézik, kacsát és nyulat is láthat az ember. Ted eközben megkéri Lilyt és Marshallt, hogy segítsenek neki is randit találni. Este elkíséri Robint Donhoz, mert állítólag buli lesz – döbbenten látja, hogy Don meztelenül ül a kanapén: bevetette a Pucér Pasit, amiről az interneten olvasott. Ted lelép, Robin pedig számonkéri Dont.
Eközben Barney nem várt nehézségbe ütközik. Valahányszor lefeküdhetne egy szexi nővel, a telefonja csörög, és egy még szexibb hívja őt. Ilyenkor mindig a limóba pattan ranjittel és a következő helyre megy. A sokadik ilyen alkalommal fogja és eldobja a telefont, hogy csak az aktuális nőre koncentrálhasson, de ekkor még a szemetesből is hallja a csörgést, és utánamegy. Marshall és Ted eldugják a telefont a lakásban, amit Ted és Robin találnak meg. Ted felveszi a telefont és válaszol a hívónak.
Aznap este Ted duplarandira megy Marshallékkal. Natalia, a választottjuk tökéletes pár lenne Ted mellé, ám ő lelép egy másik nő kedvéért, akivel telefonált. Barney, látván, hogy Ted lenyúlja a nőit, meg akarja szerezni a telefont, de Lilyék bedobják azt egy korsó sörbe, működésképtelenné téve.
Később Ted és Robin is azon búslakodnak, hogy egyedülállóak, majd nekilátnak kitakarítani a fürdőszobát. A tévéstúdióban Don bocsánatot kér a viselkedéséért, kávét hoz Robinnak, és még nadrágot is húz. Robin ebben a pillanatban már "kacsának" látja őt.

## Kontinuitás
- Mikor keresik a Tednek ideális partnert, felmerülnek a régi randijai. Natalie (aki Ted szerint addigra már férjhez is ment) még mindig utálja őt, Trudy férjhez ment, Blabla pedig kórházba került.
- Marshall megengedi Tednek, hogy az ő védjegyévé vált "ügyvédelve" kifejezést használja.
- A banda ismét együtt nézi a Super Bowl-t, "A hétfő esti meccs" című rész után újra.
- Don trükkje "A pucér pasi" című részben volt látható, a trükköt pedig Barney blogján olvasta.
- Robin kínosan nevetgél, amikor Don megkérdezi, hogy tetszett-e neki. A "Selejtező" című részben mutattak rá, hogy mindig idegesen nevetgél, ha hazudik.
- Don megemlíti a válását, amiről "A legutolsó cigi" című részben is szó volt.
- Ranjit meglepően erősnek mutatkozik, amikor kicipeli Barneyt a bárból, de ugyanolyan erős volt a "Háromnapos havazás" című részben is, ahol különösebb megerőltetés nélkül cipelte a sört.

## Jövőbeli visszautalások
- Ted már korábban is utalt rá, hogy Don és Robin összejönnek, amire a "Persze, hogy..." című részben kerül sor.
- Ugyanebben a részben szerepel, hogy Robint bántotta, hogy Barney nyilvánosan mutogatta a telefonszámát.
- Ted a keresztrejtvényben talált egyik szóra azt mondja, hogy azt mindig a magánhangzók miatt szerepeltetik. A "Robotok a pankrátorok ellen" című részben magától az újság szerkesztőjétől tudja meg, hogy tényleg így van.
- Ted egyik beceneve, a Teddy Westside szerepel majd a "Nagy pakolás"  és "A tökéletes koktél" című részekben is.

## Érdekességek
- Ranjit perzsául beszél, noha a legelső epizódban még az szerepel, hogy Bangladesből jött. Egész pontosan azt mondja: a kacsák tudnak úszni, járni, repülni, mi mást akarsz egy állattól?
- A Barney által felmutatott telefonszám a legelső vetítés idején, közvetlenül a Super Bowl után még egészen más volt, később cserélték le egy újabbra. Ha valaki ezt ekkor felhívta, egy Neil Patrick Harris által Barneyként felmondott üzenetrögzítőszöveg fogadta.

## Zene
- Turkey in the Straw
- Haroula Rose - Someday

## Vendégszereplők
- Marshall Manesh - Ranjit
- Benjamin Koldyke - Don Frank
- Bar Paly - Natalia
- Lauren Shiohame - Marissa
- Arnold Chun - pincér
- Jim Nantz - önmaga (hang)
- Phil Simms - önmaga (hang)